# Nghiêm Văn Phú
Nghiêm Văn Phú (1928-2008), nguyên là tướng lĩnh Hải quân của Quân lực Việt Nam Cộng hòa, Hải hàm Phó Đề đốc, cấp bậc Chuẩn tướng. Ông xuất thân từ những khóa đào tạo sĩ quan đầu tiên của trường Sĩ quan Hải quân Việt Nam do Chính phủ Quốc gia tiếp quản và thành lập trên cơ sở cũ của Hải quân Pháp ở Duyên hải Trung phần Việt Nam. Sau khi tốt nghiệp, ban đầu ông phục với chức vụ nhỏ, sau lên tới chức vụ Tư lệnh Lực lượng Đặc nhiệm của Quân chủng Hải quân.

## Tiểu sử & Binh nghiệp
Ông sinh vào tháng 10 năm 1928 trong một gia đình thương nhân khá giả tại Hà Đông, vùng Đồng bằng Bắc phần Việt Nam. Ông đã học hết xong Trung học chương trình Pháp tại Hà Nội, tốt nghiệp với văn bằng Tú tài bán phần (Part I). Năm 1950, ông được trúng tuyển vào học ở trường Hàng hải Thương thuyền (École Marine Marchande) và một năm sau tốt nghiệp bằng Thuyền trưởng ngành Hàng hải.

### Quân đội Quốc gia Việt Nam
Cuối năm 1952, từ ngành Hàng hải ông nhập ngũ vào Hải quân Quân đội Quốc gia, mang số quân: 48/700.002. Theo học khóa 2 trường Sĩ quan Hải quân Nha Trang, khai giảng ngày 1 tháng 11 năm 1952. Ngày 10 tháng 5 năm 1953 mãn khóa tốt nghiệp với cấp bậc Hải quân Thiếu úy thuộc ngành chỉ huy. Ra trường, ông được điều đến phục vụ trên Giang đoàn Xung phong.

### Quân đội Việt Nam Cộng hòa
Cuối năm 1955, khi Chính quyền Đệ nhất Cộng hòa đổi tên Quân đội Quốc gia Việt Nam thành Quân đội Việt Nam Cộng hòa. Đồng thời Quân đội Pháp cũng chính thức bàn giao toàn bộ cơ sở và trang thiết bị của Hải quân Pháp cho Hải quân Việt Nam. Cùng năm này, ông được thăng cấp Hải quân Trung úy tại nhiệm. Qua đầu năm 1957, ông được thăng cấp Hải quân Đại úy tại nhiệm và vẫn phục vụ trên Giang đoàn Xung phong.
Tháng 3 năm 1959, ông được cử làm Chỉ huy trưởng Hải Lực. Đến đầu năm 1960, ông được thăng cấp Hải quân Thiếu tá tại nhiệm.
Cuối năm 1965, đơn vị Hải lực được nâng cấp quy chế, đồng thời đổi tên từ Bộ chỉ huy thành Bộ tư lệnh. Ngày 1 tháng 11 cùng năm, ông được thăng cấp Hải quân Trung tá tại nhiệm và chuyển sang chức vụ Tư lệnh Hải lực trong Quân chủng Hải quân. Đầu năm 1967, ông được cử đi du học lớp Tham mưu cao cấp tại trường Chỉ huy và Tham mưu Fort Leavenwworth, Kansas, Hoa Kỳ. Cuối năm này mãn khoá về nước tiếp tục chức vụ cũ.
Ngày Quân lực 19 tháng 6 năm 1969, ông được thăng cấp Hải quân Đại tá và được bổ nhiệm làm Tư lệnh Lực lượng Đặc nhiệm Tuần thám 212, Bộ tư lệnh đặt tại Mỹ Tho.
Ngày 1 tháng 4 năm 1974, ông được thăng Hải hàm Phó Đề đốc, cấp bậc Chuẩn tướng tại nhiệm.

## 1975
Vào những ngày cuối của Chính thể Việt Nam Cộng hòa, ông cùng các chiến hữu và gia đình ra khơi trên chiến hạm Hải quân. Sau đó, sang định cư tại California, Hoa Kỳ.
Năm 2008, ông từ trần tại nơi định cư. Hưởng thọ 80 tuổi.